# Björn Berg (Volleyballspieler)
Karl Björn Emanuel Berg (* 24. Januar 1972 in Umeå) ist ein schwedischer Beachvolleyballspieler. Er wurde drei Mal schwedischer Meister im Sand.

## Karriere
Nachdem Berg seine ersten internationalen Turniere absolviert hatte, bildete er 1997 ein Duo mit seinem langjährigen Partner Simon Dahl. 1999 belegten Berg/Dahl den 41. Platz bei der Weltmeisterschaft in Marseille und den 17. Rang bei der Europameisterschaft in Palma. Im nächsten Jahr unterlagen sie in der dritten Runde der EM in Getxo den Tschechen Palinek/Lébl mit 15:17 und schieden gegen das norwegische Team Kvalheim/Maaseide aus. Das olympische Turnier in Sydney endete für die beiden Schweden nach zwei Niederlagen gegen die Brasilianer Zé Marco/Ricardo und die Spanier Bosma/Díez schon nach zwei Spielen.
2001 erreichten sie die erste Hauptrunde der WM in Klagenfurt gegen die US-Amerikaner Wong/Metzger. Einen Monat später unterlagen sie in der Verliererrunde der EM in Jesolo dem deutschen Duo Dieckmann/Slacanin in drei Sätzen. Obwohl sie 2002 es bei diversen Open-Turnieren in die Top Ten schafften, kamen sie bei der Europameisterschaft nicht über den 13. Rang. Unterschiedlich verliefen auch die wichtigsten Turniere des Jahres 2003. Im Achtelfinale der Weltmeisterschaft in Rio de Janeiro wurden Berg/Dahl erst von den späteren Finalisten Holdren/Metzger, während sie bei der EM in Alanya das Aus bereits in der Vorrunde ereilte. Erfolgreicher waren sie im folgenden Jahr in Timmendorfer Strand, als sie das Viertelfinale gegen das deutsche Duo Klemperer/Rademacher erreichten und den fünften Platz belegten. Im olympischen Turnier von Athen mussten sie sich im Achtelfinale den Silbermedaillengewinnern Bosma/Herrera geschlagen geben. Anschließend trennten sich ihre Wege.
Berg spielte nun mit Robert Svensson. Das neue Duo scheiterte bei der WM 2005 in Berlin an den Schweizern Heyer/Laciga und den Österreichern Nowotny/Gartmayer. Die Schweden konnten sich für keine Europameisterschaft qualifizieren. Ende 2006 kam Berg mit Hannes Brinkborg zusammen. Bei der EM 2008 in Hamburg verloren Berg/Brinkborg gleich das erste Spiel gegen die Deutschen Kay Matysik und Stefan Uhmann und schieden anschließend gegen die Russen Barsuk/Kolodinski aus. 2009 und 2010 spielte Berg noch einige Turniere mit Daniel Andersson.